# Dolores Espadero
Dolores Espadero (Cádiz, 1790-  La Habana, 1885) fue una pianista española, madre y maestra del pianista Nicolás Ruiz Espadero.

## Biografía
Se formó en Cádiz estudiando piano y contrapunto. Emigró con su familia a Cuba, donde se casó con el ilustre habanero Nicolás Ruiz y Palomino. En su casa se celebraban continuamente reuniones artísticas y culturales que integraban a cubanos y visitantes de otros países. Dolores interpretaba magistralmente al piano el repertorio clásico y en su casa se hablaba sobre literatura, teatro, filosofía y política, pues su esposo era un hombre de convicciones liberales.
Fue la responsable de la renovación del salón musical habanero y el primer nexo que hubo entre el piano de la península ibérica y el cubano. Fue la instructora y maestra de su hijo, el gran pianista Nicolás Ruiz Espartero, hasta los dieciséis años, quien se crio en un ambiente liberal rodeado de arte y cultura.